# جيمس هوتون
جيمس هوتون (بالإنجليزية: James Hutton)‏ (و. 1726 – 1797 م) هو جيولوجي، وعالم أرصاد جوية، وفلاح، وصناعي من مملكة بريطانيا العظمى، ولد في إدنبرة، وكان عضوًا في الجمعية الملكية للادنبره، توفي في إدنبرة، عن عمر يناهز 71 عاماً، بسبب احتباس البول.

## التعليم
تعلم في جامعة إدنبرة، وجامعة لايدن، وجامعة باريس ‏، وRoyal High School, Edinburgh ‏.

## روابط خارجية
- جيمس هوتون على موقع الموسوعة البريطانية (الإنجليزية)
- جيمس هوتون على موقع إن إن دي بي (الإنجليزية)